# Robin Tranberg
Robin Tranberg (Stoccolma, 6 febbraio 1993) è un calciatore svedese, centrocampista del Varberg.

## Carriera

### Club
Nativo dell'area di Huddinge, zona a sud-ovest della capitale Stoccolma, Tranberg è cresciuto calcisticamente in squadre del circondario, ovvero l'Haninge FK e il Brommapojkarna.
Nel 2010 e nel 2011 è stato impegnato nella terza serie nazionale con l'Hammarby Talang FF, squadra di sviluppo dell'Hammarby.
Ha poi iniziato la stagione 2012 proprio con la prima squadra dell'Hammarby, prima di essere girato in prestito in Division 1 all'Enköping nella seconda parte del campionato. Terminato il prestito, è rimasto con l'Hammarby per tutto il 2013. In quegli anni i biancoverdi stoccolmesi militavano in Superettan.
Una volta scaduto il contratto con l'Hammarby, ha firmato un biennale con il Varberg, altro club della seconda serie. Già nel corso del primo anno in nerdoverde ha indossato la fascia di capitano.
Desidero di cimentarsi nella massima serie svedese, una volta raggiunta la scadenza contrattuale si è legato per tre anni al GIF Sundsvall. Ha portato a termine un'annata da 18 presenze in campionato, poi a fine stagione ha sfruttato una clausola che gli permetteva di rescindere in anticipo rispetto alla data di fine contratto, spiegando alla stampa di credere di essere stato talvolta schierato fuori posizione.
Per la stagione 2017 è così sceso in seconda serie all'emergente Dalkurd, squadra che ha chiuso la Superettan 2017 conquistando la prima promozione in Allsvenskan della propria storia. Nel 2018 Tranberg ha collezionato 23 presenze in Allsvenskan. Lo stesso numero di partite, 23, lo ha giocato nel campionato 2019, trascorso però in seconda serie vista la retrocessione dell'anno precedente.
A partire dal gennaio 2020 Tranberg è ufficialmente tornato a far parte del Varberg, squadra che aveva appena conquistato la sua prima promozione in Allsvenskan.

### Nazionale
Ha giocato nelle nazionali giovanili svedesi Under-17 ed Under-19.